# Баженово (Бирский район)
Баженово (баш. Баженов) — село в Бирском районе Республики Башкортостан Российской Федерации. Входит в состав Бахтыбаевского сельсовета.

## Название
Основано как Баженов починок. Позднее известно под названием Баженовка.

## География

### Географическое положение
Расстояние до:
- районного центра (Бирск): 11 км,
- ближайшей ж/д станции (Янаул): 95 км.

## История
Основано в 1650 г. дворцовыми крестьянами на территории Осинской дороги как Баженов починок. В 1765 г. учтено 80 душ мужского пола, в 1865 г. в 42 дворах — 295 человек. Занимались земледелием, скотоводством, пчеловодством. В 1906 г. зафиксированы земская школа, 2 бакалейные лавки.
До упразднения уездно-губернского деления входило в состав Пономарёвской волости.
С 1930‑х гг. носит современное название и статус.

## Население
| 2002 | 2009 | 2010 |
| ---- | ---- | ---- |
| 558  | ↗599 | ↘569 |

Согласно переписи 2002 года, преобладающие национальности — марийцы (46 %), русские (42 %).

## Инфраструктура
В селе есть школа, фельдшерско-акушерский пункт, дом культуры, библиотека.

## Транспорт
Автобусное сообщение с райцентром. Остановка общественного транспорта «Баженово».